# Gladde fluitbek
De gladde fluitbek (Fistularia commersonii) is een vis behorend tot de familie Fistulariidae. Deze vis wordt gemiddeld 1 meter lang, maar de maximale lengte bedraagt 1.60 meter. De vis is blauw gespikkeld, dun, lang en heeft een kenmerkende 'fluitbek'. Net zoals de geriffelde fluitbek voedt deze vis zich met garnalen en kleine vissen.
1. ↑  (en) Gladde fluitbek op de IUCN Red List of Threatened Species.